# 차광렬
차광렬(車光烈)은 대한민국의 산부인과 의사이자 차병원·바이오그룹의 창립자이며, 현재 글로벌종합연구소장이다.

## 학력
- 1968 ~ 1971 대광고등학교
- 1971 ~ 1977 연세대학교 의과대학 학사
- 1980 ~ 1982 연세대학교 의과대학원 의학석사
- ~ 2025 세종대학교 명예이학박사

## 경력
- 현재 차병원·바이오그룹 글로벌종합연구소장[2]

- 2019 싱가포르 메디컬 그룹 최대주주, 차움 라이프센터 일산 개원
- 2018 호주 난임센터 (City Fertility Centre) 인수
- 2015 여성의학연구소 서울역센터 개원
- 2014 도쿄 셀 클리닉 (일본차병원) 개원
- 2014 차바이오컴플렉스 개원
- 2010 차움의원 개원
- 2006 차병원 통합줄기세포치료연구센터 설립
- 2005 차바이오텍 코스닥 상장
- 2004 할리우드 차병원(LA Hollywood Presbyterian medical Center) 인수
- 2000 차의과학대학교 대체의학대학원 설립, 차의과학대학교 총장
- 1999 제1대 C.C불임치료센터 소장
- 1998 미국 컬럼비아대학교 의과대학 의학과 산부인과학교실 교환교수
- 1997 제1대 차의과학대학교 (구: 포천중문의과대학교) 총장, 포천중문의과대학교 의학과 산부인과학교실 교수
- 1992 차병원 여성의학연구소 소장, 연세대학교 의과대학 세브란스병원 외래교수
- 1984 차병원 여성의학연구소 부원장, 강남 차병원 산부인과 의사, 강남차병원 부원장
- 1960 차병원 설립 (부친 차경섭)

## 참고문헌
1. ↑  “의선교회 소개”. 2022년 5월 12일에 확인함.
2. ↑  이현상 (2021년 5월 15일). ““한국 바이오는 우물 안 개구리…10만 양병책으로 넘자””. 《중앙일보》.